# آلفين مكينلي
آلفين مكينلي (بالإنجليزية: Alvin McKinley)‏ هو لاعب كرة قدم أمريكية أمريكي، ولد في 9 يونيو 1978 في جاكسون في الولايات المتحدة.

## وصلات خارجية
- آلفين مكينلي على موقع مرجع كرة القدم المحترفة.كوم (الإنجليزية)